# Joseph Othmar von Rauscher
Joseph Othmar von Rauscher, född den 6 oktober 1797 i Wien, död där den 24 november 1875, var en österrikisk kyrkoman och statsman.
von Rauscher blev 1825 professor i kyrkohistoria och kyrkorätt vid lyceet i Salzburg. 1833 blev han direktor för orientaliska akademien i Wien samt var lärare i filosofi åt ärkehertig Frans Karls söner (däribland sedermera kejsar Frans Josef). 
Han blev 1849 furstbiskop av Seckau och 1853 furstärkebiskop av Wien. von Rauscher ledde förhandlingarna om avslutande av 1855 års konkordat och belönades samma år därför med kardinalsvärdighet. Under Första Vatikankonciliet 1870 var han emot ofelbarhetsdogmen. Han lämnade Rom innan den proklamerades, men medverkade sedan till att förkunna dogmen inom ärkestiftet Wien. 
von Rauscher stod kejsar Frans Josef personligen mycket nära. Han inkallades 1860 i riksrådet och var sedan 1861 medlem av Österrikiska herrehuset. Hans politiska inflytande var inte ringa, bland annat för att frigöra av den romersk-katolska kyrkan i Österrike från den josefinska tidens stora världsliga inflytande. Han spelade även en viktig roll vid tillkomsten av 1861 års författning, och för främjandet av ministären Anton von Schmerlings frisinnat centralistiska politik.